# Магический круг

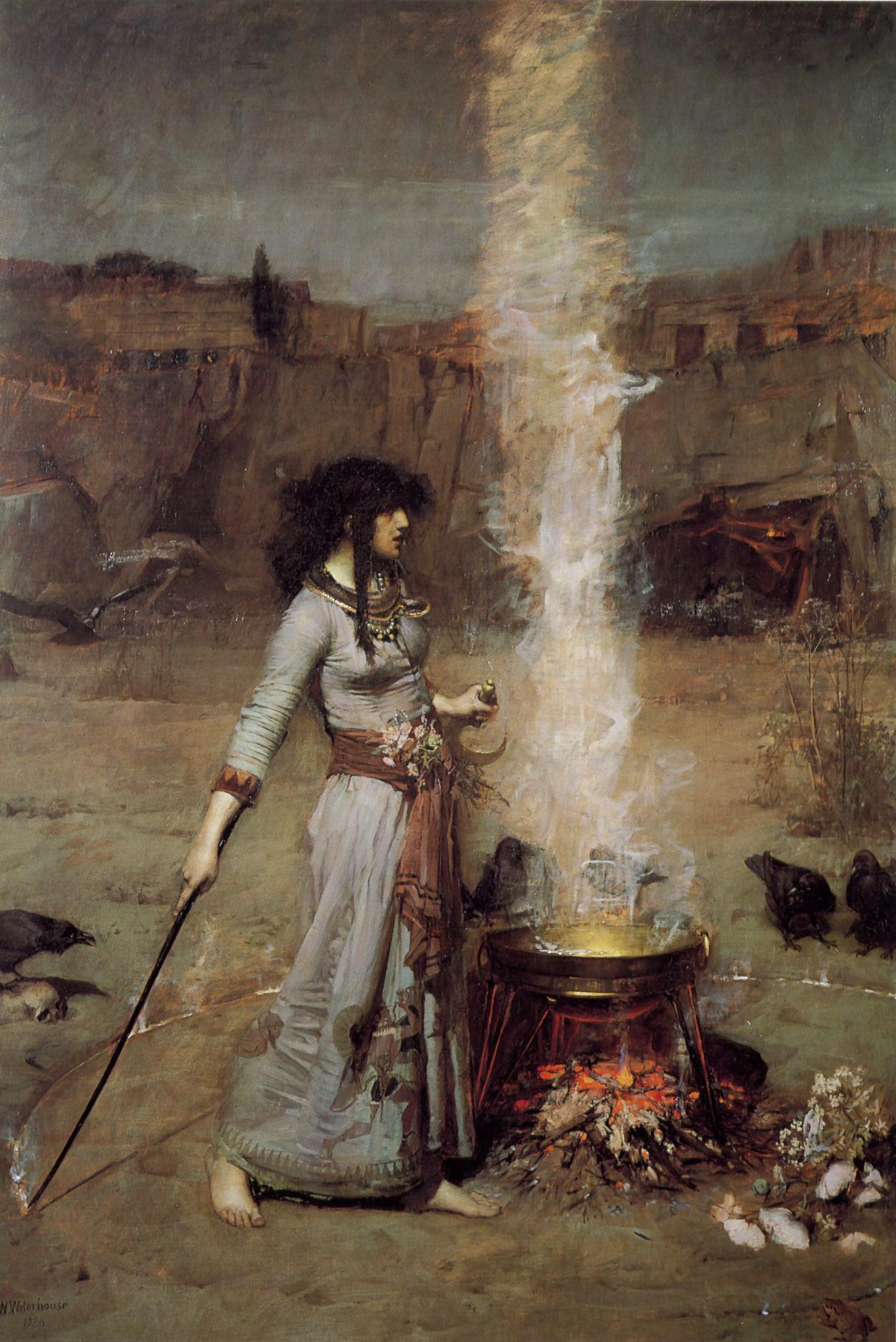
«Магический круг», картина Джона Уильяма Уотерхауса (1886 год).

Маги́ческий круг — круг или часть пространства, очерчиваемые тем или иным образом практиками многих отраслей ритуальной магии. Он может содержать энергию и образует сакральное пространство, или же предоставит колдунам форму магической защиты от сверхъестественных сил (то есть создать защитный барьер между ними и существом, которое они пытаются вызвать), или и то и другое сразу. Такой круг может быть отмечен физически — с помощью соли или мела, например, или просто визуализированно.
Круг используется в ритуалах церемониальной магии при попытках вызова различных призраков, существ и демонов. В Большом ключе Соломона указано, что круг должен иметь диаметр девять футов и быть начерчен с помощью церемониального ножа.
Графическое представление круга часто зависит от конкретного гримуара, но большинство из них содержит буквы древнегреческого и древнееврейского языков. Во многих магических кругах были вписаны буквы альфа и омега или каббалические символы или имена.
В дополнение к традиционной магии магический круг используется в ритуалах неоязыческой религии викка.
Также магическим кругом иногда называют объединение магов.